# Undina
Undina is een geslacht van uitgestorven coelacanthe vissen, die leefden van het Trias tot het Krijt.
De geslachtsnaam is die van een waternimf, welke weer is afgeleid van unda, 'golf'.

## Soorten
- Undina acutidens Reis, 1888
- Undina barroviensis
- Undina gulo (synoniem: Holophagus gulo) (typesoort)
- Undina penicillata (Munster)
- Undina? picena (Costa, 1862)
- Undina purbeckensis

## Verspreiding
Soorten van dit geslacht zijn gevonden in het Krijt van Spanje, in het Jura van Duitsland, Turkije en het Verenigd Koninkrijk en in het Trias van Italië.